# Vila Flor (Nisa)

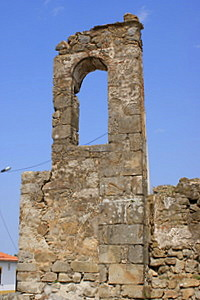
Ruínas da igreja (torre sineira)

Vila Flor é uma povoação da freguesia de Amieira do Tejo, no município de Nisa, Portugal. Foi freguesia até meados do século XIX, constituindo também vila e concelho. Em 1801 tinha 149 habitantes.